# Општина Бозиени (Њамц)
Бозиени (рум. Bozieni) општина је у Румунији у округу Њамц.
Oпштина се налази на надморској висини од 244 m.